# Praeorbulina
Praeorbulina es un género de foraminífero planctónico de la subfamilia Orbulininae, de la familia Globigerinidae, de la superfamilia Globigerinoidea, del suborden Globigerinina y del orden Globigerinida. Su especie tipo es Globigerinoides glomerosa. Su rango cronoestratigráfico abarca desde el Langhiense superior (Mioceno medio) hasta el Serravaliense inferior (Mioceno medio).

## Descripción
Praeorbulina incluía foraminíferos planctónicos con conchas esféricas, inicialmente trocoespiraladas globigeriniformes; su última cámara era grande, esférica, y fuertemente abrazadora, envolviendo el lado umbilical de la parte trocoespiralada, la cual quedaba nivelada con la superficie de la última cámara; sus suturas intercamerales estaban niveladas a la superficie; en el estadio trocoespiralado, su abertura era interiomarginal, umbilical; en el estadio adulto, presentaba una serie de aberturas suplementarias suturales, con forma de ranura o de arco bajo, tanto en el margen de la última cámara como en las suturas de las cámaras del lado espiral del estadio trocoespiralado; presentaban pared calcítica hialina, macroperforada con poros en copa, y superficie reticulada y espinosa.

## Discusión
Clasificaciones posteriores han incluido Praeorbulina en la familia Orbulinidae.

## Paleoecología
Praeorbulina incluye especies con un modo de vida planctónico, de distribución latitudinal tropical a templada, y habitantes pelágicos de aguas superficiales a intermedias (medio epipelágico a mesopelágico superior).

## Clasificación
Praeorbulina incluye a las siguientes especies:
- Praeorbulina circularis  †
- Praeorbulina curva  †
- Praeorbulina glomerosa  †
- Praeorbulina sicanus  †
- Praeorbulina transitoria  †